# Богодаровское водохранилище
Богодаровское водохранилище — небольшое русловое водохранилище в бассейне реки Сухой Торец. Расположено в Барвенковском районе Харьковской области у села Богодарово. Водохранилище построено в 1974 году по проекту Харьковского экспедиции института Укргипроводхоз. Назначение — орошение, рыборазведение, рекреация. Вид регулирования — многолетнее.

## Основные параметры водохранилища
- Нормальный подпорный уровень — 54,50 м;
- Форсированный подпорный уровень — 55,75 м;
- Объём воды — 0,00255 км³;
- Полезный объём — 2390000 м³;
- Длина — 2,60 км;
- Средняя ширина — 0,56 км;
- Максимальные ширина — 0,90 км;
- Средняя глубина — 1,80 м;
- Максимальная глубина — 3,60 м;
- Площадь поверхности — 1,45 км².[источник не указан 1661 день]

## Основные гидрологические характеристики
- Площадь водосборного бассейна — 81,0 км².
- Годовой объём стока 50 % обеспеченности — 2840000 м³.
- Паводковый сток 50 % обеспеченности — 2,10 млн м³.
- Максимальный расход воды 1 % обеспеченности — 46,3 м³/с.

## Состав гидротехнических сооружений
- Глухая земляная плотина длиной — 517 м, высотой — 8,3 м. Заделка верхового откоса — 1:3, низового откоса — 1:2.
- Шахтный водосброс из монолитного железобетона. Расчётный расход — 54,3 м³/с.
- Водовыпуск из двух стальных труб диаметром 400 мм, совмещенный с шахтным водосбросом. Две защёлки водосброса расположены в Водосбросной шахте. Расчётный расход — 0,8 м³/с.

## Использование водохранилища
Водохранилище было построено для орошения в колхозе им. Калинина. В настоящее время используется для рыборазведения ГП «Амур». Водохранилище находится на балансе АО «Гусаровский Горно-обогатительный комбинат формовочных материалов».